# Mitsubishi
Mitsubishi (japonsky 三菱, Micubiši) je velký japonský průmyslový koncern.

## Začátky Mitsubishi
Historie Mitsubishi sahá do roku 1870, kdy Jataró Iwasaki založil stejnojmennou loďařskou společnost. Ještě před koncem 19. století přidal do portfolia svých podnikatelských aktivit i těžební firmu, a položil tak základ největšího japonského průmyslového konglomerátu, který dnes tvoří 29 hlavních společností (včetně jednoho z nejsilnějších světových „bankovních domů“: The Bank of Tokyo – Mitsubishi UFJ). Pro tento typ průmyslových skupin, silně provázaných na politické špičky, jako i na úzké rodinné kruhy disponující převážnou částí finančních zdrojů země, se v Japonsku raného 20. století vžilo označeni „zaibacu“.
Právě v tomto období se rozhodlo vedení rozvíjejícího se průmyslového „impéria“ Mitsubishi vstoupit i do perspektivní oblasti automobilové výroby. Výsledkem byl jeden z prvních japonských automobilů – Mitsubishi Model A z roku 1917, vyráběl se však jen do roku 1921. Vůz byl sedmimístný a pod kapotou měl motor o síle 35 koňských sil. Malá skupina zákazníků, schopných pořídit si a provozovat vlastní vozidlo, však dávala přednost renomovaným zámořským značkám, a tak první Mitsubishi zůstalo nadlouho i jediným. Návrat k výrobě aut je spojený až s obdobím militarizace země a vládní objednávkou na výrobu taktického armádního vozidla s pohonem 4×4. V rámci tohoto projektu vzniklo dnes už legendární Mitsubishi PX-33, které bylo vyrobeno v roce 1934. Tento vůz měl dieselový motor s objemem 4 300 cm³ a výkonem 70 koní. Uvedený model, spolu se stíhacím letadlem Mitsubishi A6M „Zero“, patří zároveň k nejznámějším produktům firmy z období II. světové války. V prvých poválečných letech Mitsubishi pokračovala hlavně ve výrobě užitkových vozidel, potřebných pro obnovu infrastruktury a průmyslu.
K výrobě osobních aut, tentokrát už definitivně jako jedné z hlavních komodit koncernu, se Mitsubishi Heavy Industries vrátila v roku 1960, prostřednictvím mini-auta Mitsubishi 500. Jednalo se o kompaktnější, a svou pořizovací cenou i provozem mnohem levnější a dostupnější, vůz. Následující léta, popisovaná jako „japonský ekonomický zázrak“, byla svědky dalšího rozvoje automobilové produkce, především pro potřeby domácího trhu. V této době se také od firmy Mitsubishi oddělilo mnoho podfirem.
V roce 1914 bylo logo Mitsubishi změněno do podoby, která se používá dodnes a znázorňuje tři červené kosočtverce.

## Firmy Mitsubishi

### Hlavní členové
- 3 Diamonds Seafood spol.
- Asahi Glass spol.
- The Bank of Tokyo-Mitsubishi UFJ, s.r.o.
- Kirin Brewery Co., s.r.o.
- Meiji Yasuda Life Insurance Company
- Mitsubishi Agricultural Machinery
- Mitsubishi Aluminum Co., s.r.o..
- Mitsubishi Cable Industries, s.r.o.
- Mitsubishi Chemical Corporation (část Mitsubishi Chemical Holdings Corporation)
- Mitsubishi Corporation
- Mitsubishi Electric Corporation
- Mitsubishi Estate spol., s.r.o.
- Mitsubishi Fuso Truck and Bus Corporation
- Mitsubishi Gas Chemical Company, a.s.
- Mitsubishi Heavy Industries, s.r.o.
- Mitsubishi Kakoki Kaisha, s.r.o.
- Mitsubishi Imaging, a.s.
- Mitsubishi Logistics Corporation
- Mitsubishi Materials Corporation
- Mitsubishi Motors (6. největší japonská automobilka)
- Mitsubishi Paper Mills, s.r.o.
- Mitsubishi Plastics, a.s.
- Mitsubishi Rayon spol., s.r.o.
- Mitsubishi Research Institute, a.s.
- Mitsubishi Shindoh spol., s.r.o.
- Mitsubishi Steel Mfg. spol., s.r.o.
- Mitsubishi UFJ Trust and Banking Corporation (část Mitsubishi UFJ Financial Group)
- Mitsubishi UFJ Securities
- Nikon Corporation
- Nippon Oil Corporation
- NYK Line (Nippon Yusen Kabushiki Kaisha)
- P.S. Mitsubishi Construction spol., s.r.o.
- Tokio Marine & Nichido Fire Insurance spol., s.r.o.

Tyto společnosti jsou členové Mitsubishi Kinyokai (nebo také Friday Club).

### Spřízněné společnosti
- Atami Yowado
- Chitose Kosan spol., s.r.o.
- Dai Nippon Toryo spol., s.r.o.
- The Dia Foundation for Research on Ageing Societies
- Diamond Family Club
- Kaitokaku
- Koiwai Noboku Kaisha, s.r.o.
- LEOC JAPAN spol., s.r.o.
- Marunouchi Yorozu spol.
- Meiwa Corporation
- Mitsubishi C&C Research Association
- Mitsubishi Club
- Mitsubishi Corporate Name and Trademark Committee
- Mitsubishi Economic Research Institute
- The Mitsubishi Foundation
- Mitsubishi Kinyokai
- Mitsubishi Marketing Association
- Mitsubishi Motors North America
- Mitsubishi Public Affairs Committee
- The Mitsubishi Yowakai Foundation
- MT Insurance Service spol., s.r.o.
- Seikado Bunko Art Museum
- Shonan Country Club
- Sotsu Corporation
- The Toyo Bunko
- Seikei University